# والتر برون
والتر برون (بالفرنسية: Walter Brun)‏ هو شخصية أعمال ومهندس سويسري وفرنسي، ولد في 20 أكتوبر 1942 في لوسرن في سويسرا.

## وصلات خارجية
- والتر برون على موقع DriverDB.com (الإنجليزية)

- الموقع الرسمي